# ان‌جی‌سی ۳۳۱

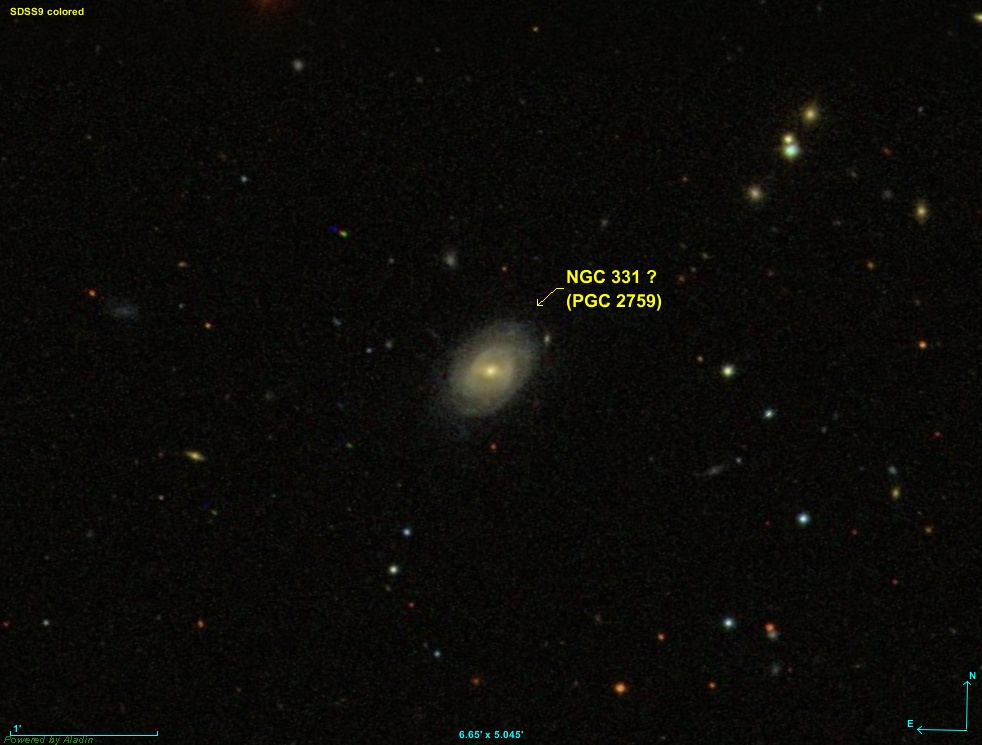
تصویر ان جی سی ۳۳۱

ان‌جی‌سی ۳۳۱ (انگلیسی: NGC 331) نام یک کهکشان مارپیچی در صورت فلکی نهنگ است.